# Vingroup
Vingroup est un conglomérat privé vietnamien dont le siège est dans le district de Long Bien à Hanoï, capitale du Vietnam. De son nom complet Vingroup Joint Stock Company, la société cotée à la bourse d'Hô Chi Minh-Ville est dirigée par son fondateur, Phạm Nhật Vượng, le premier milliardaire vietnamien.

## Histoire
En 1993, Vingroup est fondée par Phạm Nhật Vượng en Ukraine sous le nom de Technocom.
À l'origine, la société produit des aliments secs, tels que des nouilles instantanées, principalement sous la marque Mivina.
En 2000, la société lance ses activités au Vietnam.
Au total, Vingroup compte 48 filiales.
Depuis 2007, Vingroup est cotée à la bourse d'Hô Chi Minh-Ville.
En 2010, Vingroup vend ses activités en Ukraine à Nestlé pour 150 millions USD.
En octobre 2014, Vingroup achète la chaîne de supermarchés OceanMart dans le but de gagner des parts de marché dans le commerce de détail et la rebaptise VinMart.
En octobre 2015, Vingroup achète la chaîne de supermarchés vietnamienne Maximark.
En 2016, Vingroup lance ses filiales de soins de santé Vinmec et d'éducation Vinschool en tant qu'organisations à but non lucratif.
La même année, le groupe investit 22,5 millions USD dans l'immobilier australien.
En septembre 2017, Vingroup lance la construction de sa propre usine automobile.
En décembre 2019, Vingroup annonce la vente de ses activités de distribution au Masan Group, créant une coentreprise gérant plus de 2 600 supermarchés et points de vente.

## Logo
Le logo représente deux ailes qui forment un V. Les ailes symbolisent la liberté, les valeurs culturelles du groupe, l’esprit d’entreprise.
Les couleurs du logo sont celle du drapeau du Viêt Nam, une étoile jaune sur fond rouge.
Les cinq étoiles symbolisent la qualité de service.
Les deux premières lettres Vi du nom du groupe évoquent Vietnam et Victoire.
Le N est le début de la deuxième partie de Viêt Nam.
La devise du groupe est l'«esprit de convergence» dont le but est d’affirmer une symbiose entre encadrement et employés dans la créativité, l’innovation et la création de valeur.

## Filiales
Dans la plupart des cas le nom des filiales commence par le préfix Vin, une allusion au nom du groupe :

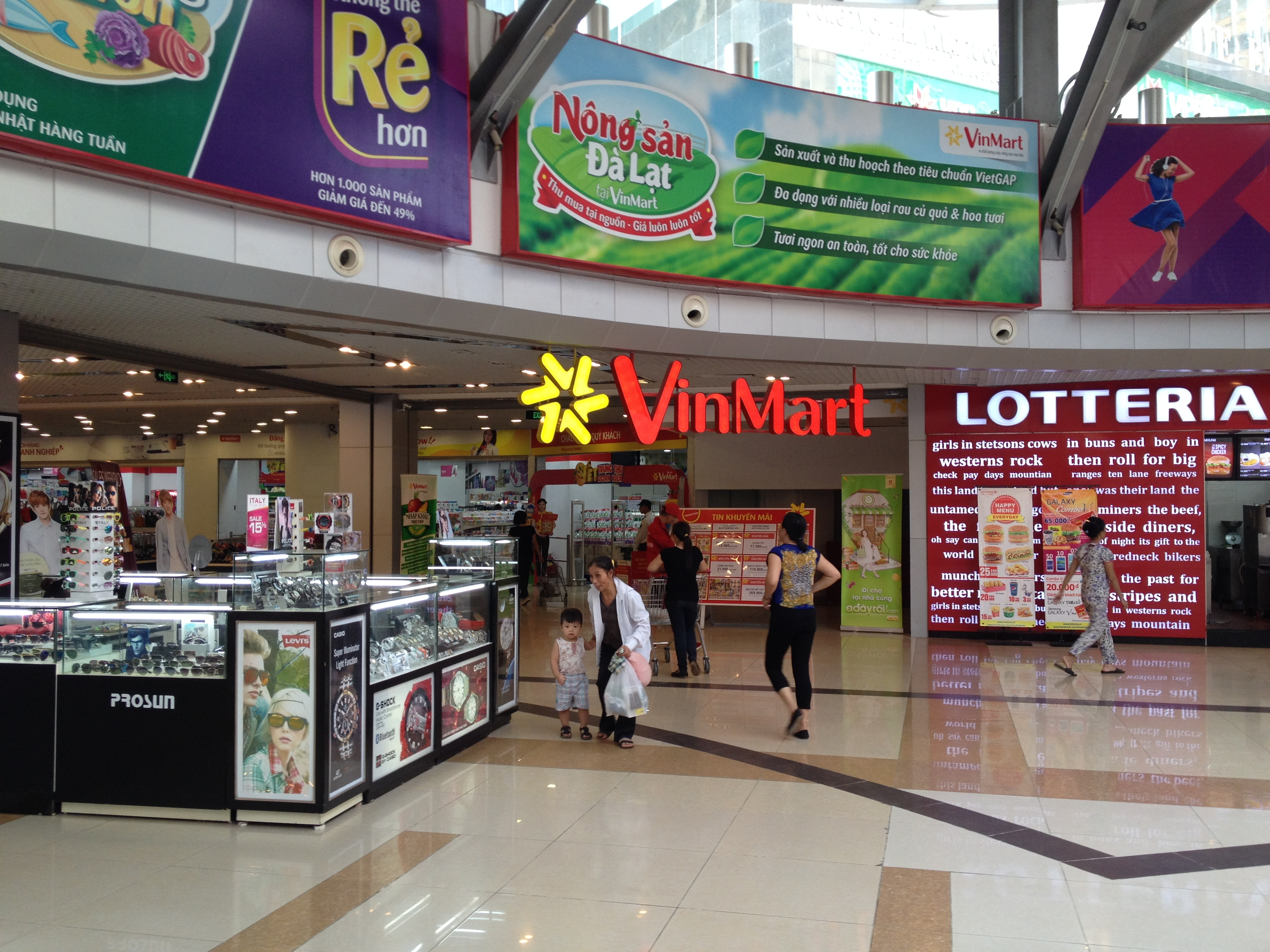
VinMart supermarché à Hanoï.

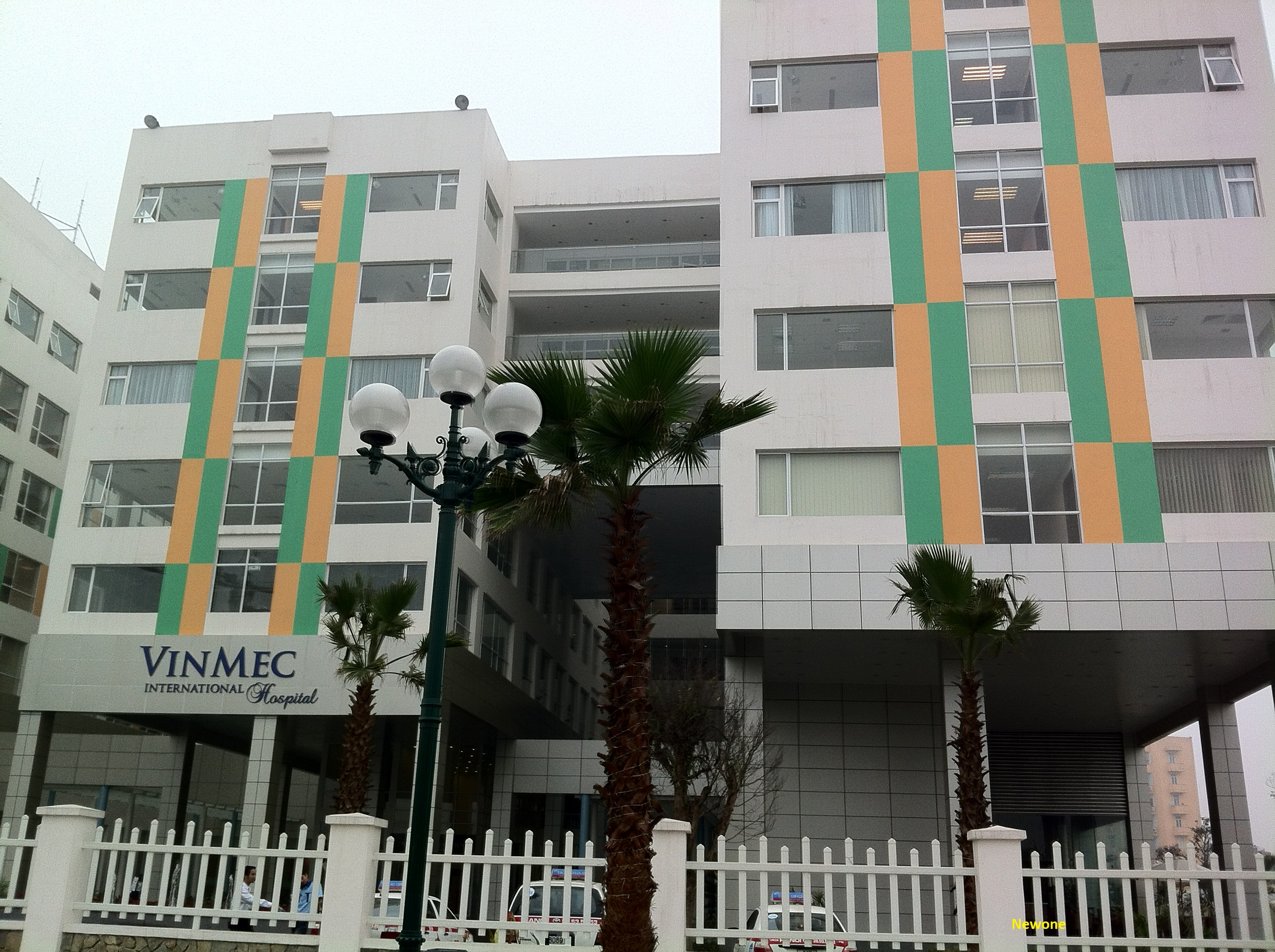
Vinmec International Hospital Hanoï.

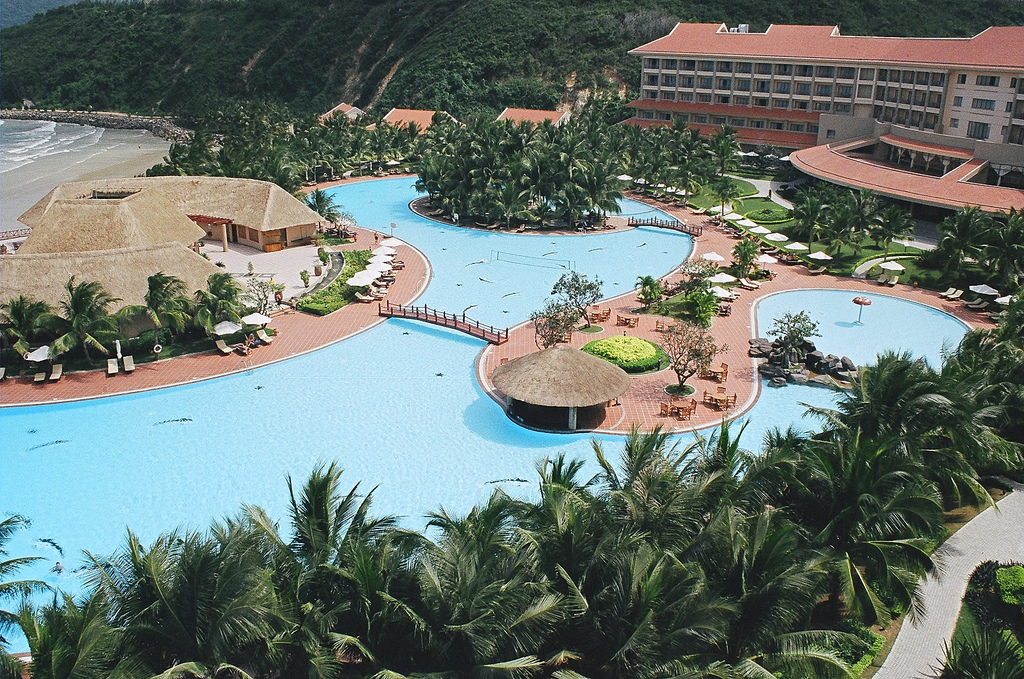
Vinpearl ici l’hôtel de Nha Trang.

| Filiale        | Note | Réf.   |
| -------------- | --- | ------ |
| Vincom Retail  | immobilier commercial et de bureaux: Projets et complexes immobiliers commerciaux typiques: Vincom Mega Mall Royal City et Vincom Mega Mall Times City , Vincom Center Ba Trieu, Vincom Plaza Long Bien, Vincom Centre Dong Khoi, Vincom Plaza Da Nang, Vincom Plaza Can Tho, Vincom Plaza Ha Long, Vincom Plaza Thu Duc, Vincom +, Vincom Shophouse system... | [ 11 ] |
| Vinhomes       | Immobilier résidentiel | [ 12 ] |
| VinCity        | Immobilier résidentiel ciblant les classes moyennes vietnamiennes | [ 13 ] |
| VinCommerce    | Magasins de surface réduite (VinMart+), supermarchés (VinMart), électronique grand public (VinPro), produits pour la maison, d’hygiène et de beauté, opérateur de commerce électronique Adayroi.com. | ,      |
| Vincom Office  | Immobilier de bureau | [ 16 ] |
| VinWonders     | Parcs d'attractions, parcs aquatiques, parcs de loisirs, patinoires et Vinpearl Safari Phu Quoc, le plus grand parc zoologique du Vietnam avec, aussi, une importante flore exotique |        |
| Vinpearl       | Vinpearl regroupe de grandes stations balnéaires au Vietnam comme Vinpearl Nha Trang, Vinpearl Da Nang, Vinpearl Ha Long Bay et d’autres projets comme Vinpearl Village et Vinpearl Hai Giang |        |
| Vinmec         | Service de santé avec notamment à Hanoi Vinmec International Hospital Times City Hanoi et Royal City International Clinic | [ 17 ] |
| Vinschool      | Système éducatif allant de la maternelle au lycée avec un total cumulé de 13 000 élèves | [ 18 ] |
| Vinuni         | Université en partenariat avec l’université Cornell et l'université de Pennsylvanie | [ 19 ] |
| VinDS          | Mode, sport, chaussures, produits de beauté |        |
| VinPro         | Centre de technologie électronique | [ 20 ] |
| VinEco         | Production agricole regroupant 14 fermes dans le pays. Cédé à Masan Group Corporation en 2019, mais VinGroup reste actionnaire | [ 9 ]  |
| VinFast        | Production automobiles et de motocycles |        |
| VinSmart       | Production de smartphones et de téléviseurs connectés (Smart TV) | [ 21 ] |
| VinID          | Développement de produits technologiques | [ 23 ] |
| VINCSS         | Services de sécurité informatique |        |
| VinConnect     | Fournisseur d’accès internet et de téléphonie mobile |        |
| HMS            | Développement de logiciels |        |
| Phuc An        | Développement et investissement touristique |        |
| VinFa          | Pharmacie et médecine traditionnelle |        |
| VinKC          | Biens et services pour la garde d'enfants |        |
| Vintata        | Studio d'animation | [ 24 ] |
| Almaz          | Restaurant haut de gamme et centre de conférences | [ 25 ] |
| Thien Tam Fund | organisation philanthropique de Vingroup |        |
| VinBus         | VinBus, créée en décembre 2020 en coopération avec Advantech Vietnam pour le développement d'un système de gestion de bus électriques intelligent. Les bus seront produits par VinFast | [ 26 ] |

## Actionnaires
Au 18 avril 2020, les  plus grands actionnaires de Vingroup sont:
| #  | Actionnaire                                | Actions       | %     |
| -- | ------------------------------------------ | ------------- | ----- |
| 1  | Vietnam Investments Group LLC              | 1 120 617 989 | 33.1% |
| 2  | Phạm Nhật Vượng                            | 876 002 652   | 25.9% |
| 3  | Vingroup Joint Stock Company               | 218 875 944   | 6.47% |
| 4  | Sk Investment Vina Ii Pte Ltd.             | 205 752 212   | 6.08% |
| 5  | Pham Huong Thu                             | 151 056 477   | 4.47% |
| 6  | Pham Hang Thuy                             | 100 881 292   | 2.98% |
| 7  | Hanwha Asset Management Co., Ltd.          | 22 640 167    | 0.67% |
| 8  | Pham Linh Hong                             | 12 131 115    | 0.36% |
| 9  | Nguyen Thanh Quoc                          | 10 741 011    | 0.32% |
| 10 | JPMorgan Asset Management (Singapore) Ltd. | 6 424 619     | 0.19% |